# Arenaria capillipes
Arenaria capillipes är en nejlikväxtart som först beskrevs av Pierre Edmond Boissier, och fick sitt nu gällande namn av Pierre Edmond Boissier. Arenaria capillipes ingår i släktet narvar, och familjen nejlikväxter. Inga underarter finns listade i Catalogue of Life.